# Jean Amoudru
Pour les articles homonymes, voir Amoudru.
Jean Amoudru, né Maurice-Marie-Félix Amoudru le 31 août 1878 à Dole (Jura) et mort le 12 octobre 1961 à Rouen, est un dominicain français qui fut curé à Saint-Pétersbourg (devenue ensuite Petrograd, puis Leningrad) et ensuite administrateur apostolique de Leningrad en URSS.

## Biographie
Maurice Amoudru naît dans la famille d'un avocat de Dole, Stanislas Amoudru (1839-1918). Il entre chez les dominicains prenant le nom de religion de Jean et il est ordonné en 1901, après des études de théologie. Il est envoyé servir au Canada de 1902 à 1907, où il enseigne à Ottawa et ensuite au couvent dominicain de Montréal. Ses supérieurs l'envoient ensuite en 1907 comme vicaire à l'église Sainte-Catherine de Saint-Pétersbourg, dans la capitale de l'Empire russe. L'église sur la perspective Nevski est fréquentée par les communautés catholiques étrangères nombreuses de la capitale, et celles de l'Empire surtout les Polonais, et à la marge par quelques Russes convertis. Les Français font construire leur propre église en 1908, l'église Notre-Dame-de-Lourdes, dont il devient le curé pendant plus d'un quart de siècle. Malgré les persécutions, c'est la seule paroisse à ne pas fermer - avec celle de Saint-Louis-des-Français de Moscou - dans tout le territoire de l'ancienne Russie d'Europe à l'époque stalinienne.

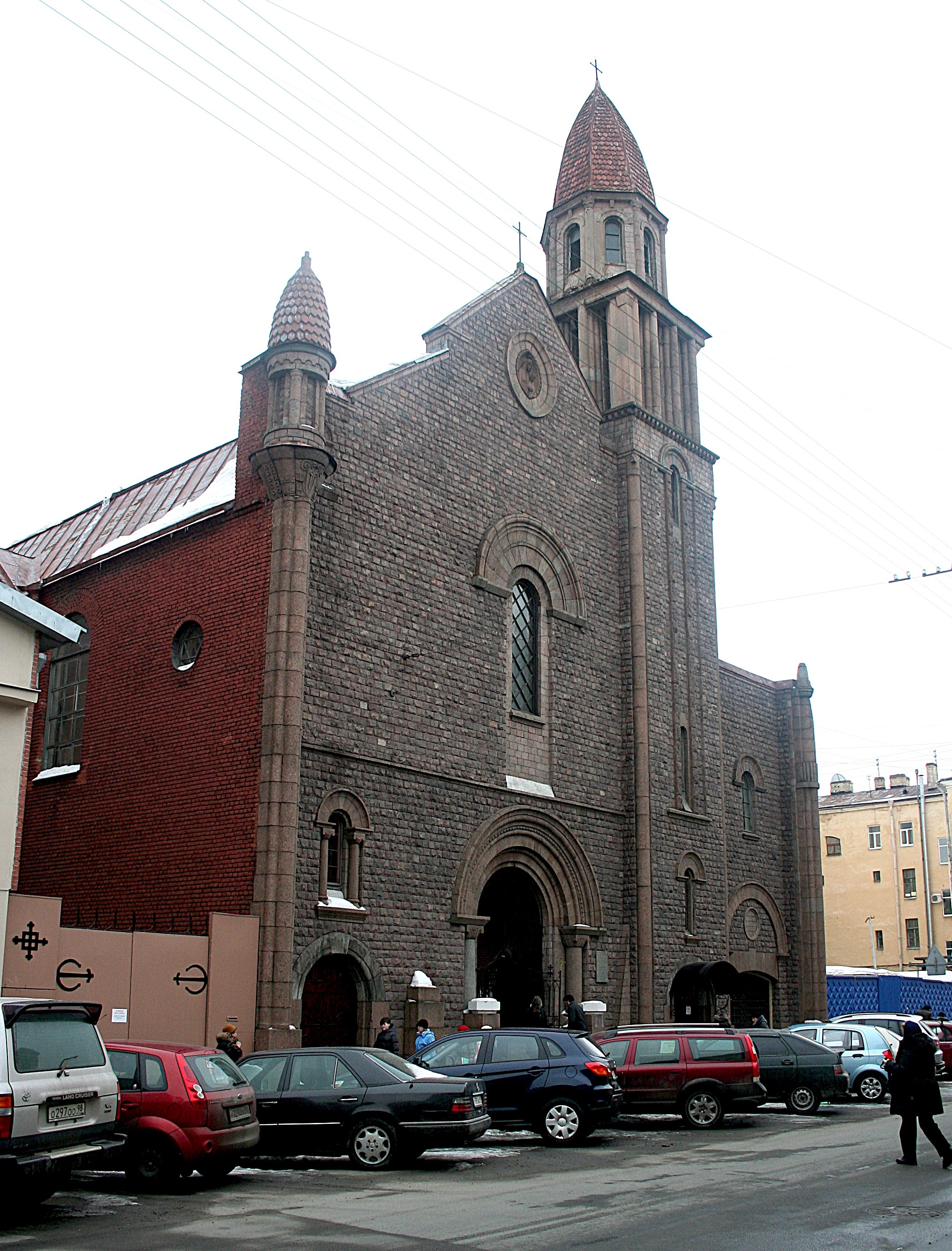
L'église Notre-Dame de Lourdes à Saint-Pétersbourg

En même temps, le RP Amoudru enseigne le français à l'académie impériale de théologie, jusqu'à sa fermeture et son transfert en Pologne en 1918.
Les persécutions des différentes confessions commencent après la Révolution d'Octobre et après 1919, mais la grande persécution des catholiques a lieu en 1923, au cours de laquelle Mgr Budkiewicz est fusillé et Mgr Cieplak emprisonné puis expulsé. Le RP Amoudru n'est pas arrêté et remplace les curés arrêtés des paroisses de l'Immaculée-Conception et de Saint-Pierre de Kolpino. À partir de 1929, la plupart des paroisses catholiques de Leningrad et du nord de la Russie d'Europe sont sans curé, arrêté ou fusillé. Le RP Amoudru est l'un des seuls en activité, et ses allées et venues sont surveillées par la police secrète. Il a comme fidèles quelques Français âgés qui n'ont pu rentrer en France après la révolution et quelques petits groupes de Polonais.
Il est consacré secrètement évêque par Mgr Neveu en 1935 en l'église Saint-Louis-des-Français de Moscou en tant qu'évêque in partibus (titulaire) de Pyrgensis (de) et devient ainsi administrateur apostolique de Leningrad et de la Russie du nord. Les autorités soviétiques ne tardent pas à le savoir et il est expulsé d'URSS trois mois plus tard, le 14 août 1935. Michel Florent, op, lui succède.

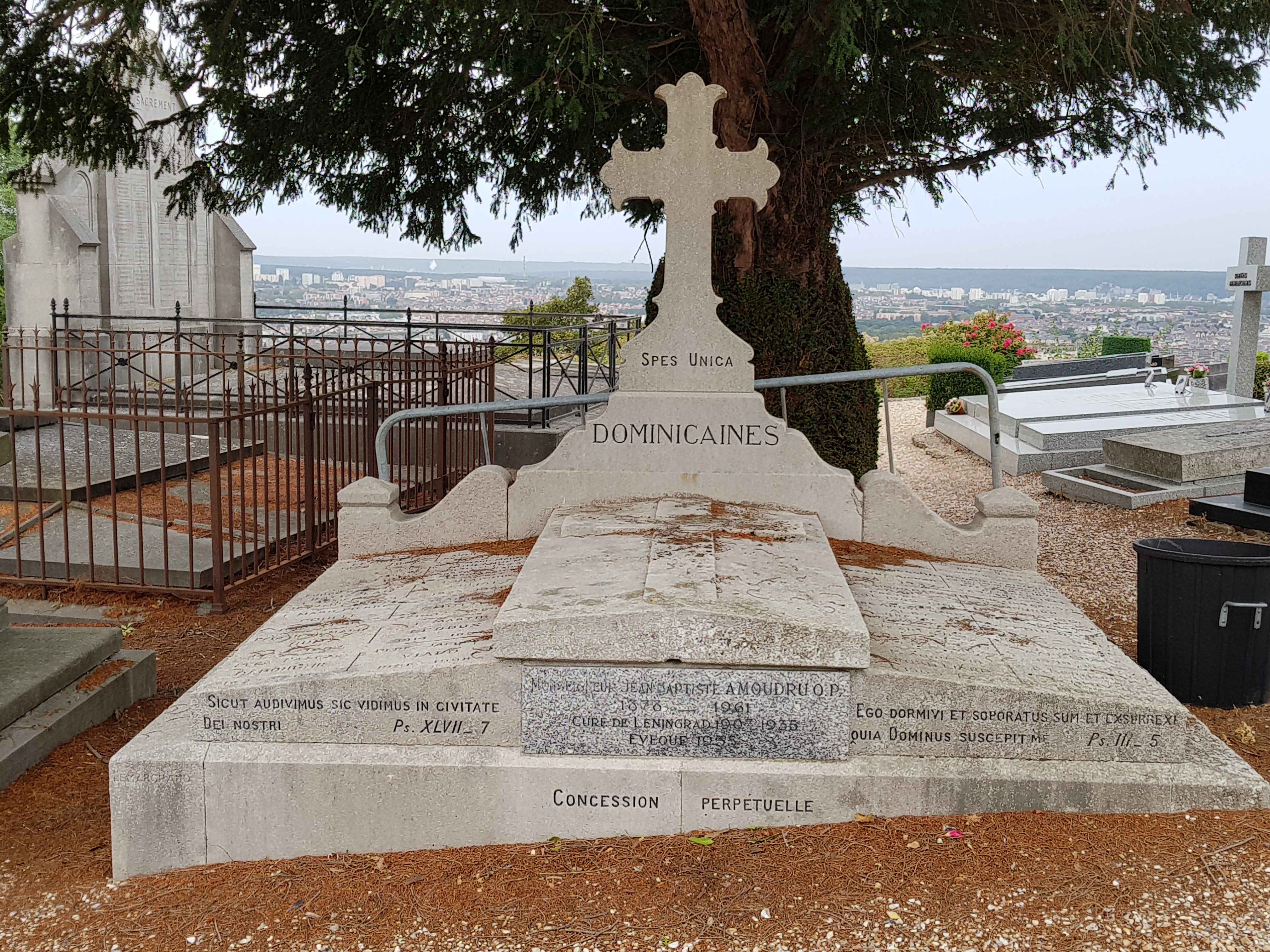
Tombe de Jean Amoudru à Bonsecours (Seine-Maritime,France)

À son retour en France, le Saint-Siège ne lui offre aucune autre fonction épiscopale. Mgr Amoudru devient directeur spirituel d'une communauté de religieuses dominicaines à Château-Thierry et à partir de 1936, il s'installe en Suisse comme directeur spirituel d'un couvent de sœurs dominicaines de Pensier en Suisse. En septembre 1951, à la demande du prieur provincial, Jean-Baptiste Amoudru devient aumônier des moniales dominicaines de Châtenay-Malabry jusqu’à leur déménagement en 1958. Il entre alors dans une maison de retraite à Onzain dans le Loir-et-Cher où il demeure deux ans, puis chez les Dames de l’institut dominicain séculier de Jésus crucifié à Rouen. Il est enterré au cimetière municipal de Bonsecours, près de Rouen en Normandie, dans la sépulture des dominicaines. 
Sa tombe (photo ci-contre) mentionne « Monseigneur Jean-Baptiste AMOUDRU O.P., 1878-1961, Curé de Léningrad 1907-1935, Évêque 1935 ».
N.B. Dans ce même cimetière reposent le poète José Maria de Heredia (1842-1905) et le père Jacques Hamel, martyr (1930-2016).